# Deutscher Verband der Wirtschaftsförderungs- und Entwicklungsgesellschaften
Der Deutsche Verband der Wirtschaftsförderungs- und Entwicklungsgesellschaften e.V. (DVWE) bildet das Dach von über 150 ausgegliederten Wirtschaftsförderungseinrichtungen aus dem gesamten Bundesgebiet. Er ist Branchenverband, Interessenvertretung, Informationsnetzwerk und zentraler Ansprechpartner für die kommunale und regionale Wirtschaftsförderung in Deutschland.

## Handlungsfelder
Der DVWE informiert und berät im Netzwerk zu aktuellen und zukunftsorientierten Themenstellungen der Wirtschafts- und Strukturförderung in deutschen Gemeinden, Städten, Landkreisen und Regionen. Ein Schwerpunkt ist die nachhaltige Entwicklung der politischen und wirtschaftlichen Rahmenbedingungen der Wirtschaftsförderung. Hierzu vertritt der Verband die Interessen der Mitglieder gegenüber Ländern, Bund und Europäische Union sowie gegenüber Organisationen, Einrichtungen und Kammern.
Aus dem engen Kontakt mit den kommunalen Spitzenverbänden, dem Deutschen Städtetag, Deutschen Städte- und Gemeindebund und Deutschen Landkreistag, sowie dem Deutsches Institut für Urbanistik gGmbH resultiert das jährlich im November stattfindende Forum deutscher Wirtschaftsförderungen. Hier treffen sich 300 - 400 Wirtschaftsförderer aus der gesamten Republik, um an zwei Tagen aktuelle bzw. Zukunftsthemen aufzugreifen und sich auszutauschen.

## Geschichte
Im Juni 2001 wurde der DVWE e.V. mit 22 Mitgliedern in Düsseldorf gegründet. Seitdem ist er zum bundesweit größten Netzwerk der kommunalen Wirtschaftsförderung angewachsen.

## Struktur
Die Mitgliederversammlung und der ehrenamtliche Vorstand bilden die Organe des DVWE. Seit 2006 ist eine Geschäftsstelle eingerichtet, die die Arbeit des Vorstandes unterstützt und als Anlaufstelle für die Mitglieder und Interessierte dient. Geschäftsstellenleiter ist Rolf Kammann, Inhaber des Beratungskontor Rolf Kammann. Die Vorstandsmitglieder kommen von Wirtschaftsförderungs- und Entwicklungsgesellschaften aus dem gesamten Bundesgebiet. An der Spitze als Vorstandsvorsitzender steht Wilfried Röpke, Geschäftsführer der Wirtschaftsförderungsgesellschaft Jena mbH.

## Mitglieder
Die Mitgliederbasis umfasst eigenständige bzw. ausgegliederte Einrichtungen, die nicht in Verwaltungen organisiert sind. Dazu gehören GmbHs, Anstalten öffentlichen Rechts, Vereine, Verbände oder sonstige Rechtsformen, die sich überwiegend in kommunaler bzw. regionaler Trägerschaft befinden.
Die Mitglieder sind für eine Gemeinde, Stadt, einen interkommunalen Verbund, Landkreis oder für eine Region zuständig und engagieren sich dort in den vielfältigen Bereichen der Standort-, Regional- und Wirtschaftsentwicklung.
In diesem Rahmen nehmen sie oft u. a. Aufgaben der (Gewerbe-)Flächenentwicklung und -vermarktung, Ansiedlungsbetreuung, Bestandspflege, Unternehmensbetreuung und -service sowie Gründer- oder Fördermittelberatung wahr. Sie agieren darüber hinaus in vielen anderen Bereichen wie Fachkräftesicherung und -gewinnung, Digitalisierung, Innovationsförderung, Nachhaltigkeit, Standortvermarktung oder Tourismusförderung.